# Dodici Apostoli (Sudafrica)
I Dodici Apostoli sono una catena montuosa sudafricana situata presso Città del Capo e facente parte del gruppo della montagna della Tavola.

## Descrizione
I Dodici Apostoli, in realtà un gruppo di diciotto picchi distinti, sorgono lungo la costa atlantica della Penisola del Capo presso Camps Bay e pochi chilometri a sud del City Bowl, il centro di Città del Capo. La catena si estende in direzione nord-sud per circa 6 chilometri quasi sino ad Hout Bay.